# 안드레이 슈쿠로

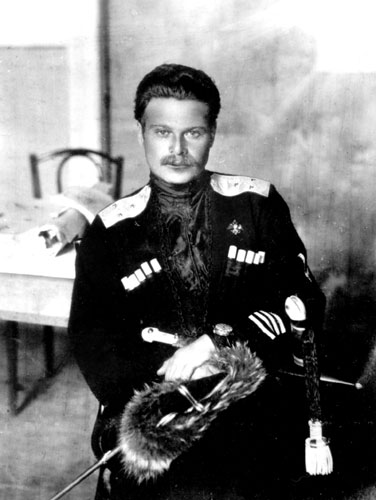
안드레이 슈쿠로

안드레이 그리고리에비치 슈쿠로(Андре́й Григо́рьевич Шкуро́)는 러시아 제국의 육군군인이다. 최종 계급은 중장.